# Crypsis factorovskyi
Crypsis factorovskyi là một loài thực vật có hoa trong họ Hòa thảo. Loài này được Eig mô tả khoa học đầu tiên năm 1927.